# Sevraj (album)
Sevraj este albumul de debut al rapperului Bitză, lansat pe 11 noiembrie 2004. Albumul include producții semnate de Tataee, FreakaDaDisk, Cheloo, Adrian Despot & K-Gula si ii are ca invitati pe Ombladon, Tataee, FreakaDaDisk, Cheloo, DJ Dox, raku, Adrian Despot & K-Gula

## Piese
| #  | Titlu                                      | Durată |
| -- | ------------------------------------------ | ------ |
| 1  | Intro                                      | 01:28  |
| 2  | Urmatorul pas (cu Tataee)                  | 03:54  |
| 3  | Vorbeste vinul (cu Cheloo)                 | 03:27  |
| 4  | Tovarasilor (cu raku & DJ Dox)             | 03:50  |
| 5  | Sper ca n-o sa fiu eu                      | 03:21  |
| 6  | Moarte ficatului (cu Ombladon)             | 03:35  |
| 7  | Vrrrr                                      | 00:48  |
| 8  | Punk 4 life (cu Despot)                    | 03:35  |
| 9  | 10 degete                                  | 03:55  |
| 10 | Memento mori                               | 03:02  |
| 11 | Tanar cat mai tarziu (cu K-Gula)           | 03:40  |
| 12 | Musikk for a elske deg                     | 03:14  |
| 13 | Dialog in fata postei (skit)               | 00:42  |
| 14 | Bagaboanta (cu FreakaDaDisk)               | 03:35  |
| 15 | Cantecul si povestea lui (cu FreakaDaDisk) | 04:14  |

## Influențe
Urban Soul